# Province of Pennsylvania
Die Provinz Pennsylvania, auch bekannt als Kolonie Pennsylvania, war eine britische Kolonie, welche am 4. März 1681 von William Penn mit Genehmigung des britischen Königs Karl II. gegründet wurde. Heute befindet sie sich auf dem Gebiet des US-Bundesstaates Pennsylvania. Die Kolonie wurde bis zur amerikanischen Revolution von der Familie Penn beherrscht. Die Kolonie war eine der Dreizehn Kolonien, die sich am 4. Juli 1776 für unabhängig erklärten.

## Geschichte

### Namensherkunft
Der Name Pennsylvania setzt sich aus dem Nachnamen des Gründers William Penn und dem lateinischen Wort silva (en. sylvania) zusammen. Bei der Namensgebung gab es damals Differenzen zwischen dem britischen König Karl II. und William Penn. Penn wollte die Kolonie wegen ihres Waldreichtums ausschließlich Sylvania nennen, doch König Karl II. setzte in Erinnerung an Williams Penns Vater Admiral Sir William Penn, der Jamaika im Namen der britischen Krone eroberte, ein Penn vor Sylvania.

### Verfassung
Laut der im Jahr 1682 verabschiedeten Verfassung auf Seiten Penns wurde die Provinz von einem Gouverneur, dem Eigentümer (Penn), einem 72-köpfigen Provinzrat und einer Generalversammlung regiert. Die Generalversammlung wurde auch übersetzt als Pennsylvanischer Landtag bezeichnet (en. Pennsylvania Provincial Assembly), hatte aber trotz ihrer Größe nur wenig Einfluss. Die Verfassung der Kolonie wurde in den Jahren 1683, 1696 und 1701 verändert. Die letzte Version ist auch als Charter of Privileges bekannt und galt bis zur amerikanischen Revolution. Die Province of Pennsylvania war eine der Dreizehn Kolonien in Nordamerika, die sich 1776 in der Unabhängigkeitserklärung der Vereinigten Staaten vom Mutterland Großbritannien lossagten. Die Revolutionäre schrieben eine neue Verfassung basierend auf den Grundsätzen der Unabhängigkeitserklärung, wonach eine neue Generalversammlung mit mehr Rechten gebildet wurde. Der Verfassung folgend entstand der heutige US-Bundesstaat Pennsylvania.

### Beziehung zu den Ureinwohnern Amerikas

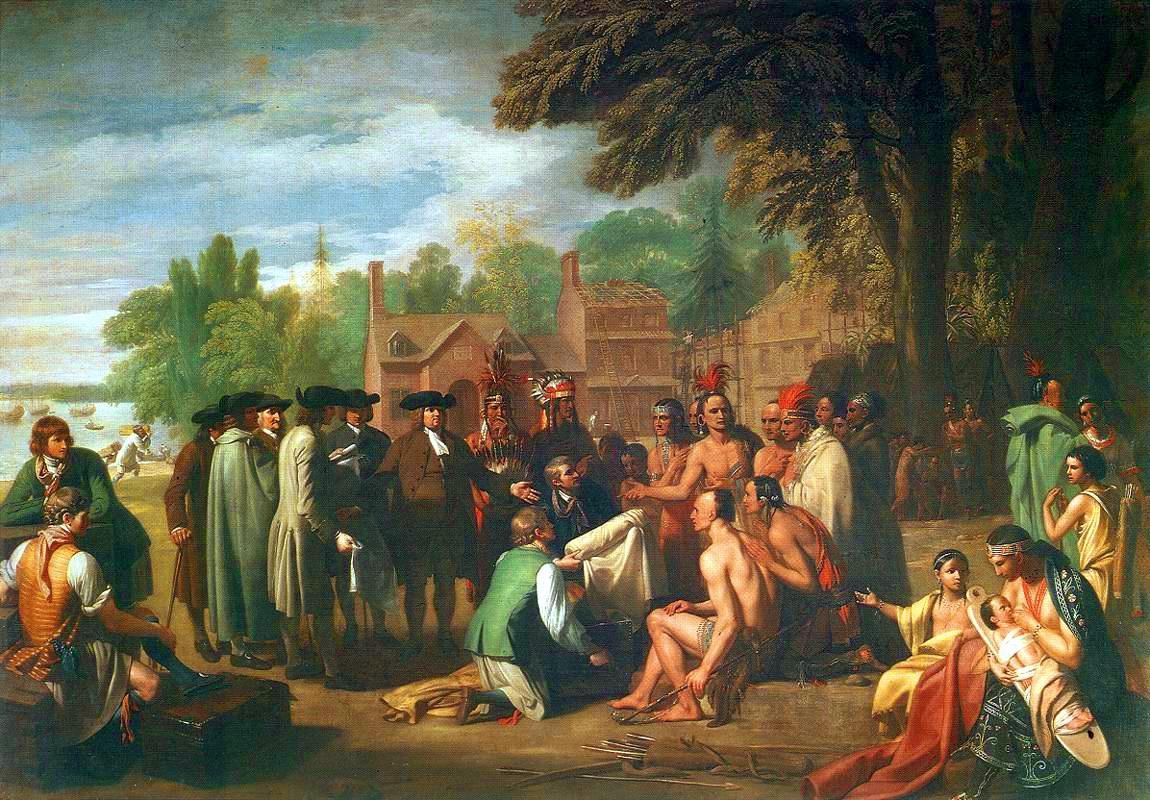
Benjamin Wests Gemälde (1771) über den Umgang William Penns 1682 mit dem Lenni Lenape

Die Verfassung von 1682 schrieb einen fairen Umgang mit den Ureinwohnern Amerikas vor. Dies führte zu signifikant besseren Beziehungen zu den dort vorhandenen Stämmen der Lenni Lenape und der Susquehannock, als andere Kolonien sie hatten. William Penn und seine Nachfolger behandelten die Einwohner mit Respekt und zahlten diesen freiwillig Geld für ihre in Beschlag genommenen Landstücke. Zudem entsandten die Herrscher Pennsylvaniens keine Truppen zu den Indianerkriegen des englischen Königreichs.

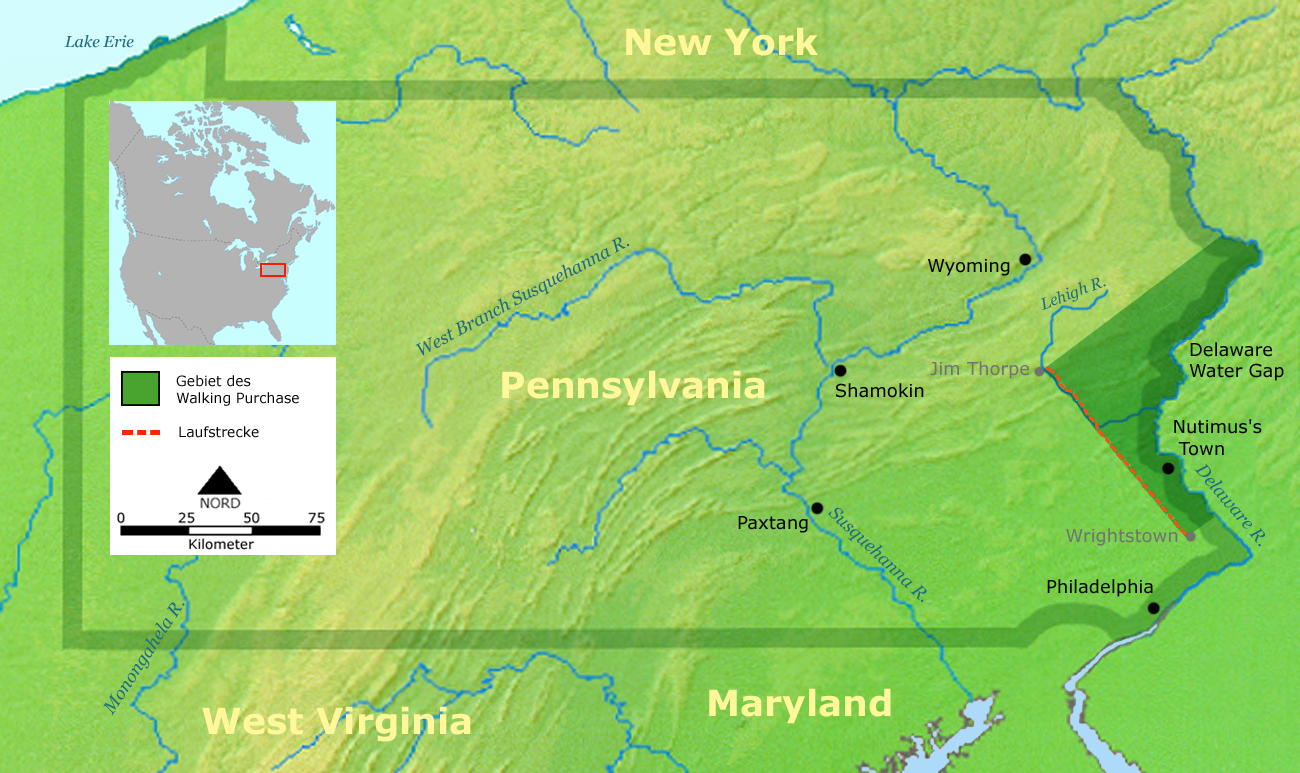
Areal des Walking Purchase

Im Jahr 1737 wendete sich die Beziehung ins Negative, da sich die Provinzregierung auf eine angebliche vertragliche Zusage der Einheimischen berief, welches den Verkauf beziehungsweise die Freigabe von Land an die Kolonie enthielt, welches am Delaware River begann und laut einem verfälschten Vertrag dort aufhören sollte "wie weit es ein Mann an anderthalb Tagen schaffe zu laufen" (en. "as far west as a man could walk in a day and a half."). Die damalige Provinzregierung suchte sich die schnellsten drei Läufer der Kolonie aus und ließ sie einen vorgefertigten und vorher erkundeten Weg laufen, um möglichst viel Land zu erhalten. Der Weg begann an der Teilung des Delaware River und des Lehigh Rivers und war so anstrengend, dass nur einer der Läufer das Ziel in 110 km Entfernung erreichte. Die indianischen Oberhäupter hatten geglaubt, dass 60 km die weiteste Entfernung sei, die ein Mann in dieser Zeit laufen könnte. Die gelaufenen Strecke teilte nun aber die beiden Gebiete der Stämme, und die Vertreter der Kolonie forderten die Ureinwohner auf, unverzüglich das verkaufte Areal zu räumen, das die Größe Rhode Islands (ca. 4900 km²) besaß. Die Lenape suchten Unterstützung beim Stamm der Irokesen, da sie augenscheinlich von den Kolonialherrschern betrogen worden waren. Diese jedoch hatten vorher einen Pakt mit James Logan, dem Präsidenten des Rates, geschlossen, in dem die Irokesen den Kolonialisten Unterstützung zusicherte. Die Lenape versuchten 19 Jahre vergeblich, ihr Land zurückzuerhalten. Diese Geschehnisse sind heute bekannt als der Walking Purchase.

## Die Gouverneure der Province of Pennsylvania
Zwischen 1681 und 1776 hatten folgende Personen das Amt des Gouverneurs der Province of Pennsylvania inne:
- William Markham (1681–82), erste Amtszeit
- William Penn  (1682), erste Amtszeit
- Thomas Lloyd  (1684–1688), erste Amtszeit
- John Blackwell  (1688)
- Thomas Lloyd  (1690), zweite Amtszeit
- William Markham  (1691), zweite Amtszeit
- Benjamin Fletcher (1693), auch Gouverneur von New York
- William Markham (1693), dritte Amtszeit
- Samuel Carpenter (1694–1698)
- William Penn (1699), zweite Amtszeit
- Andrew Hamilton (1701–1703), auch mehrfacher Gouverneur von New Jersey
- Edward Shippen (1703–1704)
- John Evans (1704–1709)
- Charles Gookin (1709–1717)
- William Keith (1717–1726); er erbaute die Residenz Graeme Park
- Patrick Gordon (1726–1736)
- James Logan (1736)
- George Thomas (1738–1747)
- Anthony Palmer (1747)
- James Hamilton (1748–1754), erste Amtszeit
- Robert Hunter Morris (1754–1756)
- William Denny (1756–1759)
- James Hamilton, (1759–1763), zweite Amtszeit
- John Penn (1763–1771), erste Amtszeit
- Richard Penn (1771–1773)
- John Penn (1773–1776), zweite Amtszeit